# Maizeret
Maizeret (in vallone Måjhret), è una frazione della città belga di Andenne, situata nella provincia di Namur, nella regione della Vallonia.
Dal al punto di vista amministrativo, si tratta di un ex-comune, dal 1977 accorpato alla municipalità di Ardenne.

## Luoghi di interesse

### Castello di Moisnil
Maniero costruito sotto la direzione dell'architetto Octave Flanneau (1860-1937), per Jules van Dievoet, avvocato alla Corte di Cassazione del Belgio.

### Iscrizioni di Maizeret
Iscrizioni indecifrate gallo-romane la cui datazione può variare dal I secolo a.C al V secolo d.C.

## Collegamenti esterni

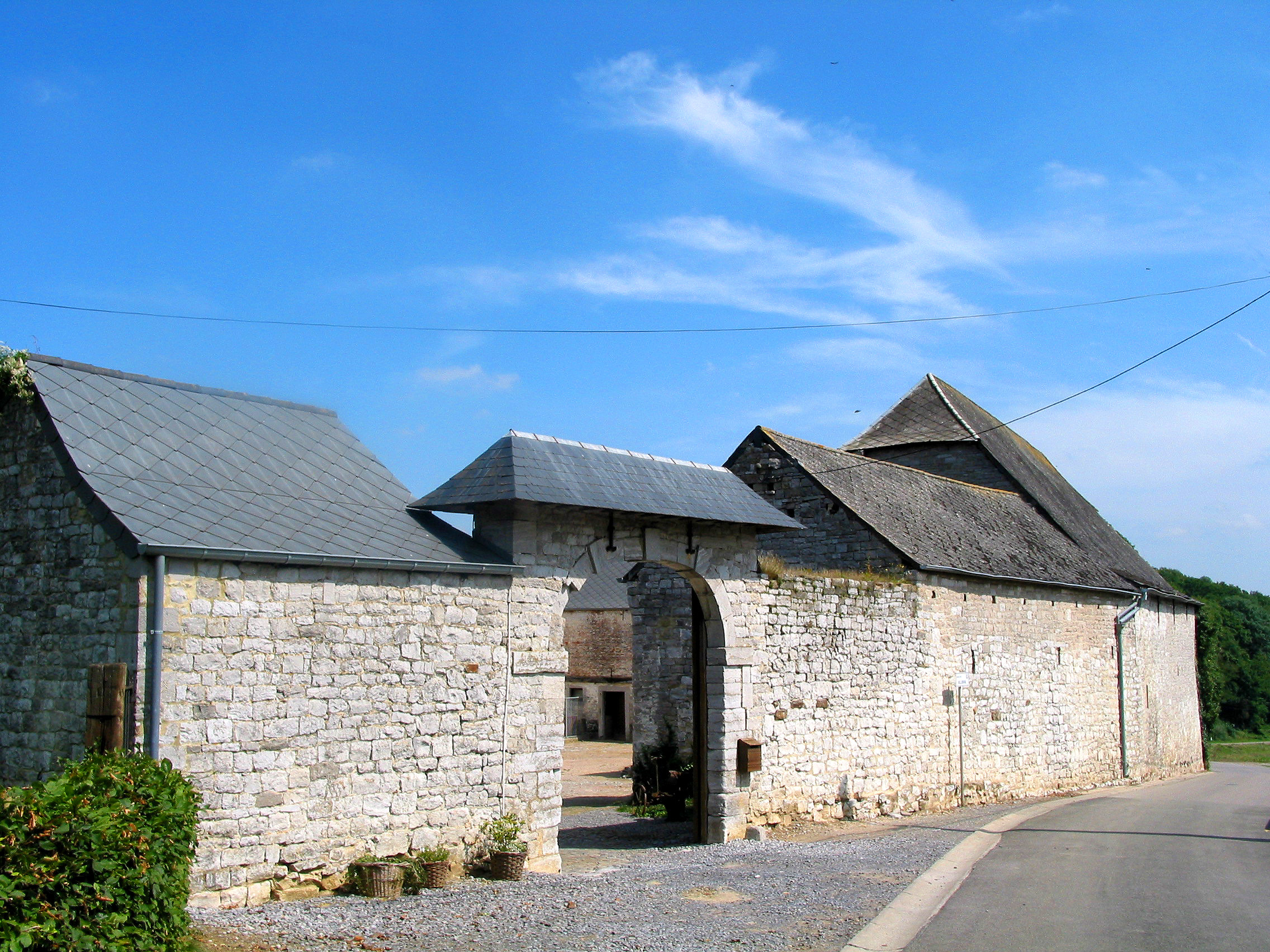
antica fattoria a Maizeret